# Шар нервових волокон
Шар нервових волокон (англ. nerve fiber layer, NFL) — один з десяти шарів сітківки хребетних.
Складається з аксонів гангліонарних клітин. Вони проводять частково перероблену інформацію від фоторецепторних клітин до центральної нервової системи. В шарі нервових волокон міститься близько 1 млн гангліонарних аксонів (на 115–130 млн фоторецепторів). Ці нервові волокна є безмієліновими і тільки після виходу з очного яблука покриваються мієліновою оболонкою. Пошкодження цього шару призводить до незворотної сліпоти (наприклад при глаукомі).
В ділянці жовтої плями цей шар дуже витончений.
Нервові волокна передньої частини сітківки, найвіддаленішої від диска зорового нерва, проходять в глибині шару, ближче до зовнішньої стінки ока і надалі займають більш периферичну позицію в зоровому нерві. Аксони гангліонарних клітин з центральної сітківки проходять в цьому шарі поверхнево і займають центральну позицію в зоровому нерві.
Також у цьому шарі містяться відцентрові нервові волокна (від головного мозку до сітківки). Їх функція на сьогодні не визначена точно. Окремі автори приписують їм гальмівну функцію в зоровому акті, інші вважають що вони інервують судини сітківки.
В шарі нервових волокон і в сусідньому гангліонарному шарі проходять найбільші судини сітківки. Крім того, в цьому шарі присутні клітини нейроглії і окремі гангліонарні клітини.
Товщина шару становить приблизно 20-30 мкм.